# Laika (compañía)
Laika, LLC. (antes llamado Will Vinton Studios) es un estudio de animación stop-motion estadounidense especializado en largometrajes, contenido comercial por todos los medios, vídeos musicales y cortometrajes. Se trata de una compañía especialmente conocida por sus películas stop-motion como, Coraline, ParaNorman y The Boxtrolls. El estudio es propiedad del cofundador de Nike, Phil Knight y se encuentra en Portland (Oregón). Su hijo, Travis actúa como presidente y consejero delegado de la empresa. Anteriormente, el estudio contaba con dos divisiones, Laika Entertainment para los largometrajes, y Laika/house para el contenido comercial. Sin embargo, en julio de 2014 Laika escindió la división comercial para centrarse exclusivamente en la producción de cine. La nueva división comercial se llama actualmente HouseSpecial.

## Historia
A finales de 1990, Will Vinton Studios, conocido por sus anuncios y sus películas stop-motion, buscó fondos para producir más películas cinematográficas y trajo inversores externos, entre los que se incluían Phil Knight, el propietario de Nike. En 1998, Knight hizo su inversión inicial y su hijo Travis comenzó a trabajar en el estudio como animador. En 2002, Phil Knight adquirió financieramente Will Vinton Studios para realizar producciones cinematográficas. El año siguiente, Henry Selick, director de El Extraño Mundo de Jack, se unió al estudio como director supervisor. En julio de 2005, Will Vintion Studios desapareció y fue sustituido por Laika, que se dividió en dos departamentos: Laika Entertainment para la producción de largometrajes y Laika/house para la producción comercial (como anuncios publicitarios y vídeos musicales). También anunciaron sus primeros proyectos: una película de stop-motion llamada Coraline y la película de animación de CGI Jack & Ben's Animated Adventure.
El estudio despidió a una parte significativa de su personal en 2008, cuando se canceló su segundo largometraje planeado Jack & Ben's Animated Adventure.  El año siguiente, el estudio dio a conocer su primer largometraje, Coraline, basada en la novela homónima del escritor Neil Gaiman, que recibió una nominación al Oscar a la mejor película de animación, a los Bafta a Mejor película animada, a los Globos de Oro a Mejor película animada y ocho nominaciones a los Annie Awards, de las cuales ganó tres por Mejor banda sonora en una película animada, Mejor diseño de personajes y Mejor diseño de producción. Después de dirigir Moongirl y Coraline, y sin éxito a la hora de renegociar su contrato, Henry Selick partió de Laika el año 2009.
A finales de ese mismo año, el estudio despidió a más personal en su departamento de animación por ordenador para centrarse exclusivamente en la producción de stop-motion. Su segundo largometraje con esta técnica, ParaNorman, se estrenó el 17 de agosto de 2012, y también recibió una nominación al Oscar a la mejor película de animación, cómo también una nominación a la Mejor película de animación en los premios Bafta, y ocho nominaciones en los premios Annie Awards, ganando dos: Mejor animación de personaje y Mejor diseño de personaje. 
Después de trabajar en diferentes anuncios de stop-motion para clientes como Apple Inc., Fox Sports, ESPN y Coca-Cola, Laika escindió su departamento de publicidad en julio de 2014, para centrarse exclusivamente en la producción de cine. La nueva división comercial independiente se llama actualmente HouseSpecial.
Su tercera película, The Boxtrolls, fue lanzada el 26 de septiembre de 2014, y se basó en la novela de fantasía y aventuras de Alan Snow, ¡Tierra de monstruos!. Fue dirigida por Anthony Stacchi y Graham Annable y, de nuevo, recibió una nominación al Oscar a la mejor película de animación, al Globo de Oro por la Mejor película animada y cinco nominaciones en los Annie Awards, entre las cuales destacaban Mejor película de animación, Mejor doblaje y Mejor diseño de producción.
Su cuarta película fue Kubo and the Two Strings, que se estrenó el 19 de agosto de 2016. Recibió dos nominaciones a los Oscars, a Mejor película animada y Mejores efectos visuales (convirtiéndose en la segunda cinta de animación en conseguirlo, justo por detrás de El Extraño Mundo de Jack). Ganó el premio Bafta a la Mejor película animada y también recibió una nominación en los Globos de Oro a Mejor película animada, y diez nominaciones a los Annie Awards, de las cuales ganó tres, Mejor animación de personaje, Mejor diseño de producción y Mejor editorial para una producción.
Laika también ha comprado los derechos de la novela de fantasía escrita por Colin Meloy, Wildwood, y del libro de fantasía de Philip Reeve, Goblins, para adaptarlas al cine.
En marzo de 2015, Laika anunció que ampliaba el estudio con la intención de producir una cinta animada cada año.
Su quinta película, Missing Link, dirigida por Chris Butler, se estrenó el 12 de abril de 2019. Recibió una nominación al Premio de la Academia a Mejor Película de Animación y ocho nominaciones en los Premios Annie. También ganó un Globo de Oro a la mejor película de animación.
El 8 de febrero de 2021, Laika firmó un acuerdo de distribución con Shout! Factory para Estados Unidos, que abarca las primeras cuatro películas del estudio.
Tienen una subsidiaria con sede en Los Ángeles llamada LAIKA Live Action.
El 31 de marzo de 2021, Laika anunció su primera película de acción real basada en la novela de suspenso y acción Seventeen de John Brownlow, quien se dice que es fanático del trabajo anterior de Laika. También se confirmó que el estudio está trabajando actualmente en su sexta película animada stop-motion, Wildwood.
El 27 de abril de 2022, se anunció que se estaba preparando una nueva película stop-motion de Laika titulada The Night Gardener, basada en un guion original del creador de Ozark Bill Dubuque, con Travis Knight como director.
El 21 de octubre de 2022, el exdirector del estudio, Selick, admitió abiertamente que consideraría regresar a Laika; específicamente para dirigir una adaptación de otra novela de Neil Gaiman, El océano al final del camino. Habiendo presentado previamente la adaptación al estudio después del estreno de Coraline, Selick declaró que, aunque Gaiman recuperó los derechos por un tiempo, el cineasta pidió otra oportunidad con ella, y que cualquier desarrollo futuro de la película con Gaiman y Laika dependería del éxito de su última película, Wendell & Wild (2022).
El 7 de febrero de 2023, el estudio anunció que el exejecutivo de Netflix Matt Levin fue designado presidente de películas y series de acción real, y supervisará toda la producción de acción real del estudio, reportando directamente a Travis Knight.
En mayo de 2024 se anunció que Laika: Frame x Frame, una exposición que muestra "el arte, la ciencia y la magia innovadora de las películas épicas del estudio" se llevaría a cabo entre agosto y octubre de 2024 en el BFI Southbank en Londres como parte de una temporada de stop-motion apoyada por el estudio.
En junio de 2024, se anunció que Laika había adquirido los derechos para adaptar Piranesi en una película animada, que será dirigida por Travis Knight.
En julio de 2024, Laika anunció su película original de acción real Crumble, con Brian Duffield como guionista y director.

## Filmografía

### Largometrajes
| # | Título                   | Fecha de estreno         | Director                      | Coproducida        | Distribución                                                                       | Presupuesto  | Recaudación  | RT  | MC |
| - | ------------------------ | ------------------------ | ----------------------------- | ------------------ | ---------------------------------------------------------------------------------- | ------------ | ------------ | --- | -- |
| 1 | Coraline                 | 6 de febrero de 2009     | Henry Selick                  | Pandemonium Films  | Focus Features (Estados Unidos)Universal Pictures (Internacional)                  | $60,000,000  | $124,596,398 | 91% | 80 |
| 2 | ParaNorman               | 17 de agosto de 2012     | Sam FellChris Butler          |                    | Focus Features (Estados Unidos)Universal Pictures (Internacional)                  | $60,000,000  | $107,139,399 | 89% | 72 |
| 3 | The Boxtrolls            | 26 de septiembre de 2014 | Graham AnnableAnthony Stacchi |                    | Focus Features (Estados Unidos)Universal Pictures (Internacional)                  | $60,000,000  | $108,108,204 | 78% | 61 |
| 4 | Kubo and the Two Strings | 19 de agosto de 2016     | Travis Knight                 |                    | Focus Features (Estados Unidos)Universal Pictures (Internacional)                  | $60,000,000  | $ 77,500,000 | 97% | 84 |
| 5 | Missing Link             | 12 de abril de 2019      | Chris Butler                  | Annapurna Pictures | United Artists (Estados Unidos)Walt Disney Studios Motion Pictures (Internacional) | $100,000,000 | $ 24,742,382 | 88% | 68 |

| # | Título              | Fecha de estreno | Director       | Distribución | Refs.         |
| - | ------------------- | ---------------- | -------------- | ------------ | ------------- |
| 1 | Wildwood            | 2026             | Travis Knight  | TBA          | [ 45 ] [ 46 ] |
| 2 | The Night Gardener  | TBA              | Travis Knight  | TBA          | [ 47 ]        |
| 3 | Piranesi            | TBA              | Travis Knight  | TBA          | [ 48 ]        |
| 4 | Película sin título | TBA              | Pete Candeland | TBA          | [ 49 ]        |

### Cortometrajes
| # | Título                                         | Fecha de lanzamiento     | Director       |
| - | ---------------------------------------------- | ------------------------ | -------------- |
| 1 | The Legend Of Cranky Verne                     | [ 50 ] [ 51 ] [ 52 ]     |                |
| 2 | Joe Blow                                       | [ 52 ] [ 53 ]            | Mark Gustafson |
| 3 | Dia de los Muertos                             | [ 52 ] [ 54 ]            | Kirk Kelley    |
| 4 | A Dream For Hokusai                            | [ 52 ] [ 55 ]            |                |
| 5 | They Might Be Giants - Bastard Wants To Hit Me | 2005 de diciembre de 12  |                |
| 6 | Moongirl                                       | 24 de septiembre de 2005 | Henry Selick   |
| 7 | The Mouse that Soared                          | 2009                     | Kyle T. Bell   |
| 8 | ParaNorman: The Thrifting                      | 2025                     |                |

### Trabajos por contrato
| # | Título                             | Fecha de lanzamiento     | Nota(s)                                                             |
| - | ---------------------------------- | ------------------------ | ------------------------------------------------------------------- |
| 1 | Corpse Bride                       | 23 de septiembre de 2005 | Producción, dirigida por Mike Johnson y Tim Burton                  |
| 2 | Slacker Cats                       | 13 de agosto de 2007     | Serie de televisión; último episodio emitido el 23 de enero de 2009 |
| 3 | King of California                 | 14 de septiembre de 2007 | Secuencia del sueño                                                 |
| 4 | A Very Harold & Kumar 3D Christmas | 4 de noviembre de 2011   | Segmento en stop-motion/claymation                                  |

## LAIKA Live Action
| 1 | Seventeen                          |                         |  |
| 2 | Crumble                            | Brian Duffield          |  |
| 3 | Película sin título de Jon Spaihts | Jon Spaihts             |  |
| 4 | Atmosphere                         | Anna Boden y Ryan Fleck |  |